# Patcharapol Ussamalee
Patcharapol Ussamalee (thailändisch พัชรพล อุสมาลี, * 22. Oktober 1998) ist ein thailändischer Fußballspieler.

## Karriere
Patcharapol Ussamalee spielte 2019 bei dem Viertligisten Air Force Robinson FC sowie dem Drittligisten Royal Thai Army FC. 2020 wechselte er zum Samut Sakhon FC. Der Verein aus Samut Sakhon spielte in der zweithöchsten Liga des Landes, der Thai League 2. Sein Zweitligadebüt für Samut gab er am 1. November 2020 (12. Spieltag) im Heimspiel gegen den Udon Thani FC. Hier wurde er in der 78. Minute für Jewgeni Gennadjewitsch Kabajew eingewechselt. Am Ende der Saison musste er mit Samut in die dritte Liga absteigen. Zu Beginn der Saison 2021/22 wechselte er in die dritte Liga. Hier unterschrieb er einen Vertrag beim Sakaeo FC. Mit dem Verein aus Sakaeo spielt er zweimal in der Eastern Region der Liga. Im Dezember 2022 wechselte er in die Bangkok Metropolitan Region, wo er sich seinem ehemaligen Verein Royal Thai Army FC anschloss. Hier stand er bis Saisonende unter Vertrag und absolvierte drei Drittligaspiele. Im Sommer 2023 wurde sein Vertrag nicht verlängert.